# Serixia signaticornis
Serixia signaticornis är en skalbaggsart som beskrevs av Schwarzer 1925. Serixia signaticornis ingår i släktet Serixia och familjen långhorningar.
Artens utbredningsområde är Taiwan. Inga underarter finns listade i Catalogue of Life.